# Troisième État saoudien

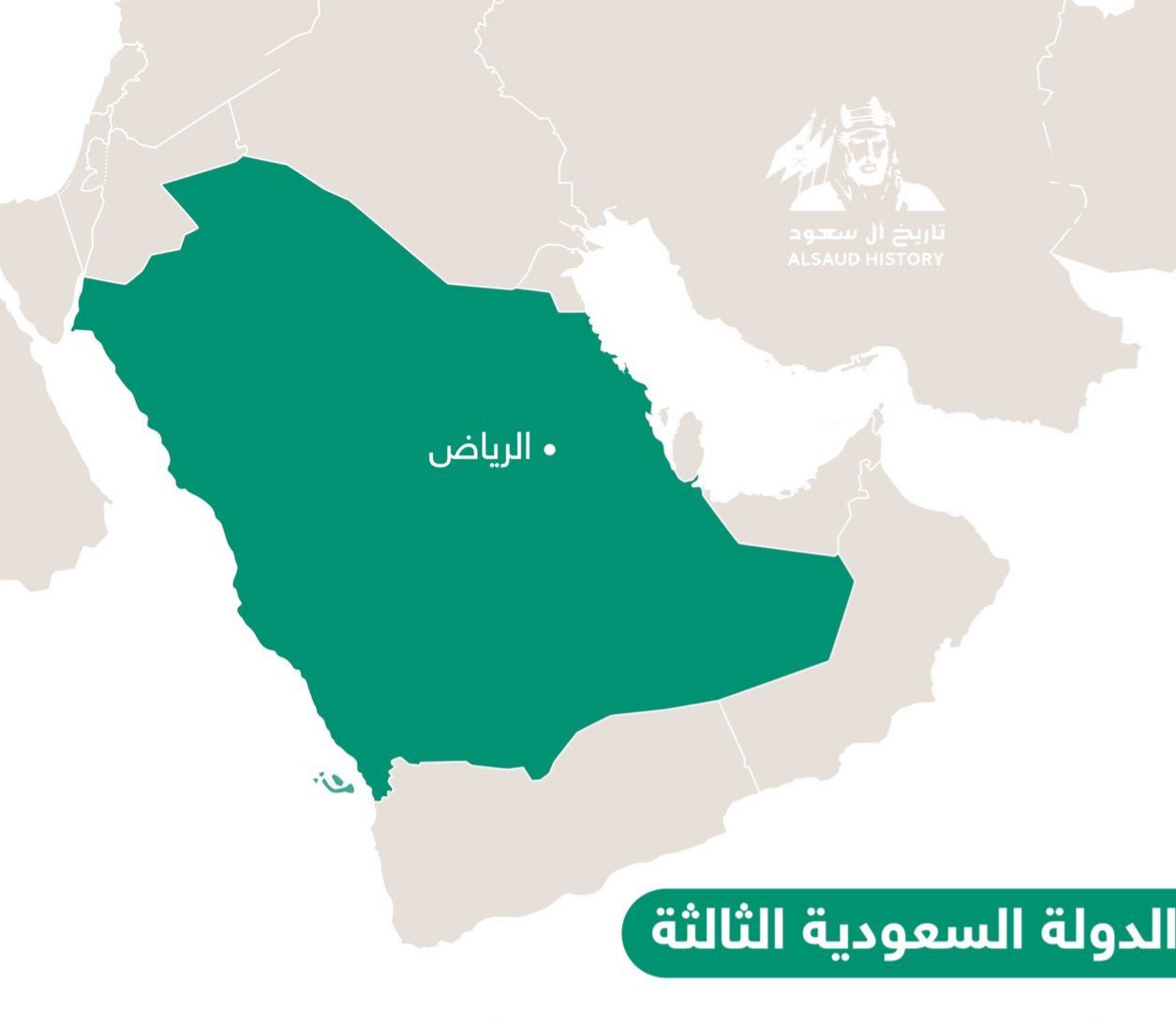
Carte du troisième état saoudien

Le Troisième État saoudien الدولة السعودية الثالثة est l'héritier des deux États saoudiens : le premier et le deuxième, fondé le (15 janvier 1902) par Abdelaziz ibn Saoud, qui a réussi à restaurer la ville de Riyad pour établir l'État saoudien moderne et contemporain. (Royaume d'Arabie Saoudite).
Le troisième État saoudien était connu au début de son règne comme « l'Émirat de Riyad » et « l'Émirat du Nejd et du Hasa » et l'émirat a pu s'étendre jusqu'en 1921 et a pu contrôler toute la région du Najd. Après le renversement de l'émirat rival de Hail, et l'émirat du Najd et d'Al-Ahsa est devenu connu sous le nom de Sultanat du Nejd, puis le royaume du Hedjaz a été annexé et son nom est devenu le royaume du Hedjaz et du Nejd et ses annexes. Le nom a continué d'exister jusqu'à l'annexion du Territoire du Sud et l'annonce de la création du Royaume d'Arabie saoudite en 1932.